# Regatul Italiei (napoleonian)
Regatul Italiei (italiană: Regno d'Italia, dar și Regno Italico; 17 martie 1805 - 11 aprilie 1814) a fost fondat în nordul Italiei de către Napoleon și s-a destrămat odată cu înfrângerea și abdicarea acestuia.
Regatul Italiei a fost înființat pe 17 martie 1805, atunci când Republica Italiană, al cărei președinte era Napoleon, a devenit Regatul Italiei, cu Napoleon ca rege al Italiei și Eugène de Beauharnais vicerege. Napoleon a fost încoronat în Domul din Milano, pe 26 mai 1805, cu Coroana de Fier a Lombardiei.
Regatul era alcătuit din Lombardia, Veneția, Ducatul de Modena, o parte din Statele Papale (Ancona, restul părții cu Roma fiind anexat de către Imperiul Francez), o parte din Regatul Sardiniei și Trentino-Tirolul de Sud.
Din 1805 până în 1809 Regatul napoleonian al Italiei a stăpânit chiar și peste Istria și Dalmația, de la Trieste până la Kotor (venețianul Cattaro). Aceste teritorii adriatice au fost încorporate în Provinciile Ilire după 1809.
Practic, regatul era o anexă a Imperiului Francez, care îi exploata resursele pentru a îmbogăți Franța. Acesta a servit ca teatru de operațiuni ale lui Napoleon împotriva Austriei în timpul războaielor diverselor coaliții.
Atunci când Napoleon a abdicat pe 11 aprilie 1814, Eugène de Beauharnais (fiul vitreg al lui Napoleon) a dorit să fie încoronat rege, însă opoziția Senatului regatului și insurecția din Milano (20 aprilie 1814) i-au dat peste cap planurile. Eugène a fost exilat de către austrieci, care au ocupat orașul Milano.

## Armata Regatului Italiei
Infanterie:
- Infanterie de linie: cinci regimente din Republica Italiană, cu încă alte două recrutate în 1805 și 1808
- Infanterie ușoară: trei regimente din Republica Italiană, plus încă unul înființat în 1811
- Garda Regală: două batalioane din Republica Italiană (Granatieri și Cacciatori), plus alte două (Veliți) create în 1806, plus două batalioane ale tinerei gărzi recrutate în 1810 și alte două în 1811

Cavalerie:
- Dragoni: două regimente din Republica Italiană
- Cacciatori a Cavallo (cavalerie ușoară): un regiment din Republica Italiană, plus alte trei, înființate în 1808, 1810 și 1811
- Garda Regală: două escadroane de dragoni, cinci companii ale Gărzii de Onoare

Armata regatului, inclusă în Marea Armată, a luat parte la toate campaniile lui Napoleon.
Timp de 17 ani, Republica Italiană și succesorul acesteia, Regatul Italiei, au înrolat peste 200.000 de oameni și au pierdut aproape 125.000.

## Referințe

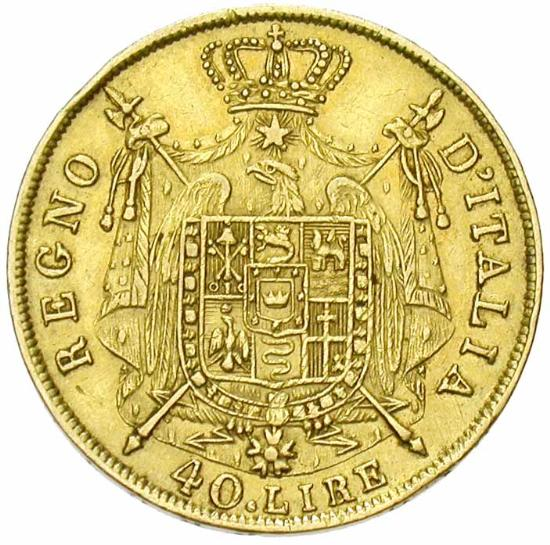
Monedă de 40 de lire a Regatului Italiei (1812)